# يوهانس ريمان
يوهانس ريمان (بالألمانية: Johannes Riemann)‏ (و. 1888 – 1959 م) هو مخرج أفلام، وكاتب سيناريو، وممثل مسرحي، وممثل أفلام ألماني، ولد في برلين، كان عضوًا في الحزب النازي، توفي في كونستانس، عن عمر يناهز 71 عاماً.

## وصلات خارجية
- يوهانس ريمان على موقع IMDb (الإنجليزية)
- يوهانس ريمان على موقع ألو سيني (الفرنسية)
- يوهانس ريمان على موقع ميوزك برينز (الإنجليزية)
- يوهانس ريمان على موقع أول موفي (الإنجليزية)
- يوهانس ريمان على موقع قاعدة بيانات الأفلام السويدية (السويدية)
- يوهانس ريمان على موقع قاعدة بيانات الفيلم (الإنجليزية)
- يوهانس ريمان على موقع كينوبويسك (الروسية)